# Joseph A. Gavagan

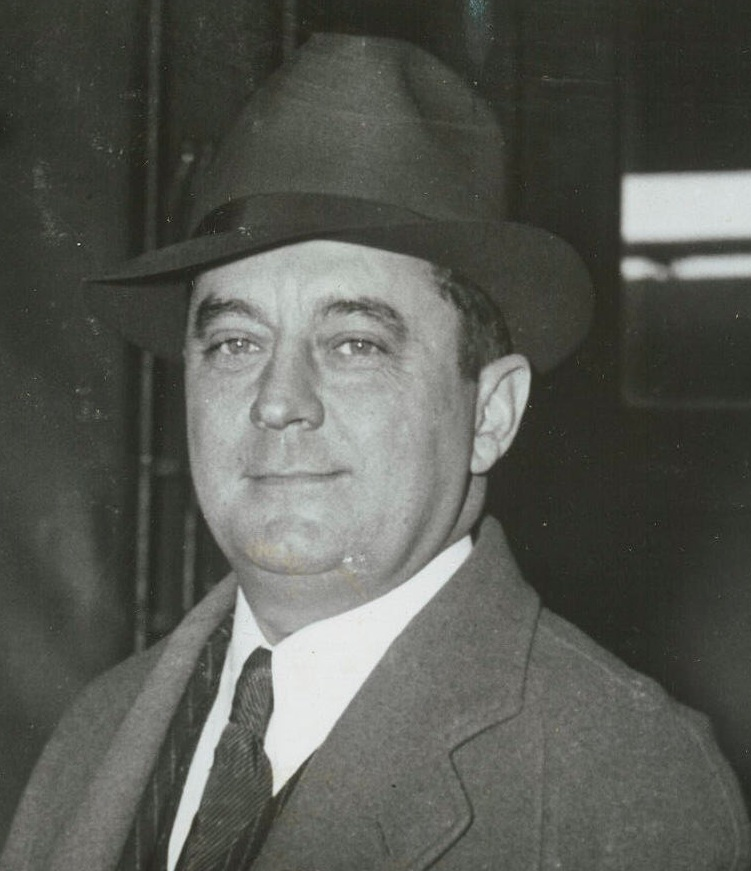
Joseph A. Gavagan

Joseph Andrew Gavagan (* 20. August 1892 in New York City; † 18. Oktober 1968 in Bennington, Vermont) war ein US-amerikanischer Jurist und Politiker. Zwischen 1929 und 1943 vertrat er den Bundesstaat New York im US-Repräsentantenhaus.

## Werdegang
Joseph Andrew Gavagan besuchte öffentliche und Konfessionsschulen. Er studierte Jura an der rechtswissenschaftlichen Fakultät der Fordham University in New York City. 1920 machte er dort seinen Abschluss. Während des Ersten Weltkrieges verpflichtete er sich in der US-Army. Er diente vom 20. August 1917 bis zum 13. Oktober 1919 zuerst als Private und nach seiner Beförderung als Second Lieutenant im Quartermaster Corps. Nach seiner Zulassung als Anwalt 1920 begann er in New York City zu praktizieren. Daneben diente er zwischen 1920 und 1925 als First Lieutenant im Quartermaster Reserve Corps. Ferner saß er zwischen 1923 und 1929 in der New York State Assembly. Politisch gehörte er der Demokratischen Partei an.
Gavagan wurde in einer Nachwahl im 21. Wahlbezirk von New York in den 72. Kongress gewählt, um dort die Vakanz zu füllen, die durch den Tod von Royal Hurlburt Weller entstand. Er nahm am 5. November 1929 seinen Sitz im US-Repräsentantenhaus ein. Gavagan wurde sechs Mal in Folge wiedergewählt, trat allerdings vor dem Ende seiner letzten Amtszeit am 30. Dezember 1943 zurück. Während seiner Kongresszeit hatte er den Vorsitz im Committee on Elections No. 2 (72. bis 76. Kongress) und dem Committee on War Claims (77. und 78. Kongress).
Im November 1943 wählte man ihn zum Richter am New York Supreme Court für eine vierzehnjährige Amtszeit. Er wurde 1957 für eine zweite Amtszeit wiedergewählt. Am 18. Oktober 1968 verstarb er in Bennington und wurde dann auf dem Gate of Heaven Cemetery in Hawthorne beigesetzt.